# Henk Briër
Henk Briër (24 januari 1932 - 30 augustus 2014) was een Nederlandse pianist, dirigent en componist.
Hij was oprichter en dirigent van het Jeugd Kamerorkest Leiden, dirigent van het Rotterdams orkest 'Symphonia', dirigent van Madrigalesco, het Leids Toonkunstorkest en 'De stem des Volks'. Als pianodocent was hij verbonden aan de Leidse Muziekschool. Briër studeerde piano bij Gerard Hengeveld en behaalde op zijn 17e jaar het einddiploma aan het Koninklijk Conservatorium in Den Haag en op zijn 19e jaar het solodiploma piano. Hij studeerde orkestdirectie bij Louis Stotijn. 
Henk Briër was getrouwd met violiste Henny Ravestein.

## Enkele compositie
- Prelude en Toccata voor kamerorkest (35 soli) in opdracht van het Ministerie van CMR.
- Pianoconcert in opdracht van de Nederlandse Radio Unie (NOS).